# Belvèze
Belvèze (okzitanisch: Velbaser) ist eine französische Gemeinde mit 221 Einwohnern (Stand: 1. Januar 2022) im Département Tarn-et-Garonne in der Region Okzitanien (vor 2016: Midi-Pyrénées). Die Gemeinde liegt im Arrondissement Castelsarrasin und im Kanton Pays de Serres Sud-Quercy (bis 2015: Kanton Montaigu-de-Quercy). Die Einwohner werden Belvézois genannt.

## Geografische Lage
Belvèze liegt etwa 40 Kilometer ostnordöstlich von Agen an der Séoune. Umgeben wird Belvèze von den Nachbargemeinden Montaigu-de-Quercy im Norden und Westen, Montcuq-en-Quercy-Blanc im Norden und Osten, Bouloc-en-Quercy im Süden und Südosten sowie Lauzerte im Süden und Südwesten.
| Jahr      | 1962 | 1968 | 1975 | 1982 | 1990 | 1999 | 2006 | 2013 |
| --------- | ---- | ---- | ---- | ---- | ---- | ---- | ---- | ---- |
| Einwohner | 252  | 211  | 178  | 177  | 192  | 205  | 210  | 205  |

## Sehenswürdigkeiten

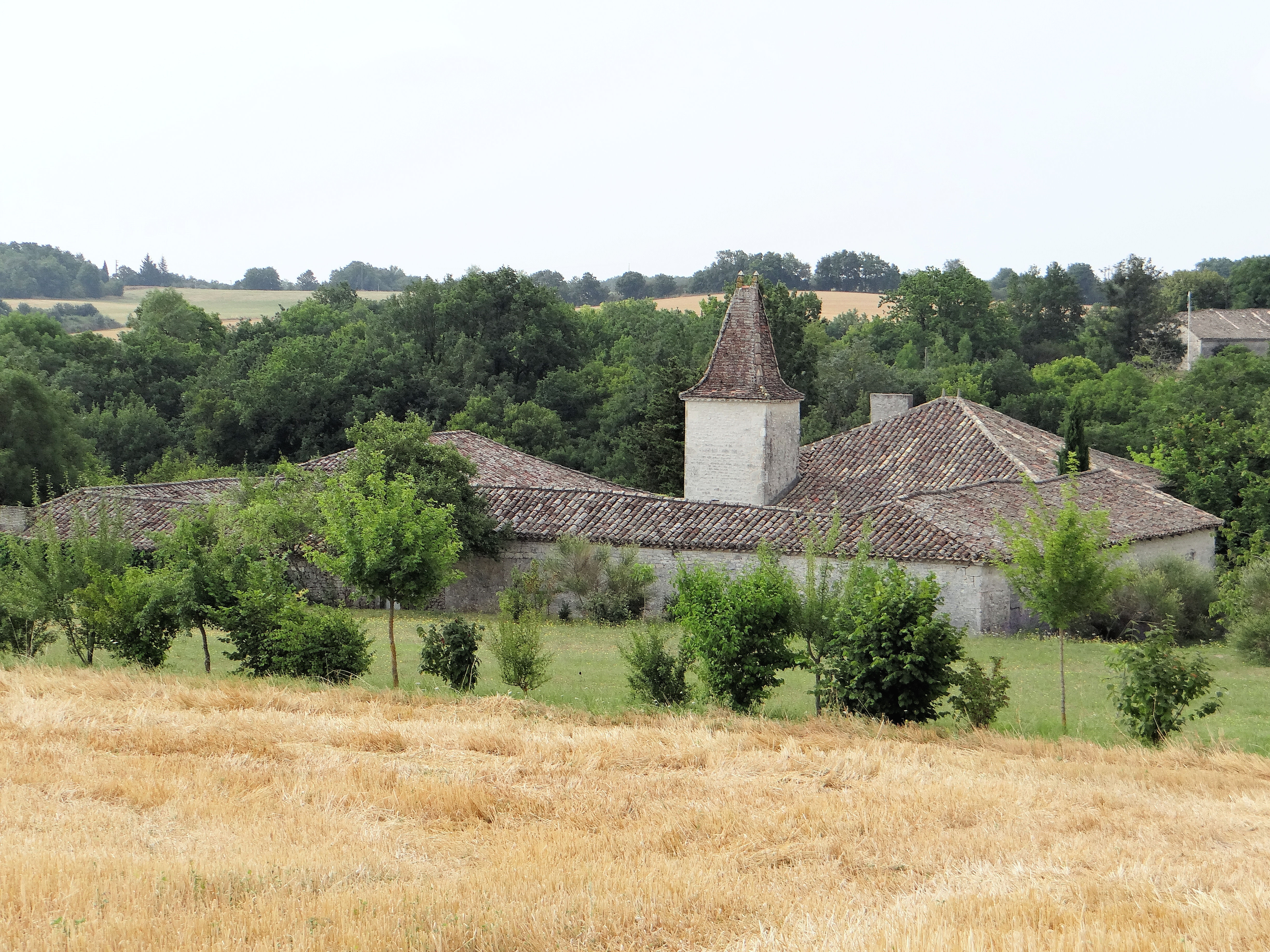
Gutshof Ratelle

- Gutshof Ratelle, seit 1995 Monument historique